# Seahorse Seashell Party
«Seahorse Seashell Party»  (с англ. — «Вечеринка с морскими коньками и ракушками») — второй эпизод десятого сезона комедийного мультсериала Гриффины, вышедший в эфир 2 октября 2011 года на канале «FOX».

## Сюжет
Семья Гриффинов приготовилась к надвигающемуся урагану. Пытаясь скоротать время, Брайан съедает припасённые заранее галлюциногенные грибы. Это замечает Стьюи. Грибы начинают действовать, и у Брайана начинаются галлюцинации, во время которых он отрезает сам себе ухо. Стьюи старается помочь Брайану, оставаясь всё время рядом с ним и помогая ему (в том числе пришивает ухо обратно), но Брайан продолжает галлюцинировать и видит нападающих на него чудовищ, похожих на семью Гриффинов и Куагмира. Наконец, действие грибов прекращается, и Стьюи отводит Брайана вниз попить воды.
Остальная семья проводит время, играя в шарады и различные другие игры, а в том, что им не становится весело, винят Мэг. Ей надоедает, что во всём плохом постоянно винят её, и она начинает высказывать всем то, что сама о них думает. Лоис пытается упрекнуть Мэг в том, что это только её проблемы, а не всех остальных, но Мэг говорит ей, что она далека от идеальной матери. Мэг также сообщает, что когда ей исполняется восемнадцать лет, она, возможно, не пожелает больше её видеть. Это доводит Лоис до слез, и она умоляет, чтобы дочь её простила. Затем настаёт очередь отца. Питер не понимает, о чём говорит дочь, пока та не называет его «отходом жизнедеятельности человека». В один момент семья начинает ругаться между собой, Питер тут же убегает в свою комнату плакать, оставив Мэг с Брайаном, чтобы они обсудили их семейные разногласия. Мэг тогда понимает, что, поскольку она переносит оскорбления других на себе, это держит их вместе, как одну семью. Затем она решает извиниться перед всей семьёй. Члены семьи мирятся.
Стьюи через четвёртую стену обращается к зрителям, говоря о том, что наркотики — это серьёзный вопрос, и можно больше узнать о них в местной библиотеке от торговца наркотиками.

## Производство
Первоначальная дата выхода серии — 1 мая 2011 года, в рамках девятого сезона, как вторая часть тройного кроссовера с шоу «Американский папаша!» и «Шоу Кливленда». FOX отложил показ всех трёх эпизодов в связи совпадения выхода тех с серией торнадо на Юге США.

## Показатели и критика
Премьера эпизода состоялась 2 октября 2011 года на телеканале Fox. Его посмотрело 6,91 млн пользователей. По рейтингу Нильсена среди аудитории в возрасте от 18 до 49 лет эпизод был оценён на 3,5 баллов из 8; он также стал самой популярной вечерней программой в тот день. Основной сюжет эпизода был принят критиками в основном негативно. Так, по мнению критика портала Ology Террона Мура, большая часть времени эпизода потрачена впустую. Он оценил его в 4,5 баллов из 10. В своём обзоре он написал:

«Seahorse Seashell Party» — эпизод, в котором большую часть времени взывают к тому, что в этом не нуждается.
Оригинальный текст (англ.)«Seahorse Seashell Party» — «an episode that spends a lot of time addressing something that didn’t need to be addressed.»

Критик портала TV Fanatic Кейт Мун была менее категорична, хотя и охарактеризовала эпизод как натянутый и неинтересный. Мнения критиков относительно побочной линии сюжета разделились. Так, критик портала The A.V. Club Кевин Мак-Фарленд хорошо оценил анимацию, однако выразил мнение, что сюжет был бы интереснее, если бы Стьюи принял бы грибы вместе с Брайаном.
Премьера эпизода в Великобритании состоялась 20 мая 2012 года. Она собрала аудиторию в 1,6 млн зрителей. Эпизод получил более высокие оценки как зрителей, так и критиков.